# Šimonovce
Šimonovce este o comună slovacă, aflată în districtul Rimavská Sobota din regiunea Banská Bystrica, pe malul râului Rimava⁠(d). Localitatea se află la altitudinea de 173 m deasupra n.m., se întinde pe o suprafață de 7,83 km2 și în 2017 număra 570 de locuitori. Se învecinează cu Dubovec, Slovacia, Chrámec, Drňa și Širkovce.

## Istoric
Localitatea Šimonovce este atestată documentar din 1221.

## Demografie
| An:                | 1994 | 2004    | 2014    | 2024    |
| ------------------ | ---- | ------- | ------- | ------- |
| Număr de persoane: | 446  | 497     | 578     | 512     |
| Diferență:         |      | +11,43% | +16,29% | −11,41% |

| An:                | 2023 | 2024   |
| ------------------ | ---- | ------ |
| Număr de persoane: | 519  | 512    |
| Diferență:         |      | −1,34% |